# Удей Хусейн
Удей Саддам Хусейн ат-Тикрити (18 июня 1964, Тикрит — 22 июля 2003, Мосул) — старший сын бывшего президента Ирака Саддама Хусейна. Занимал должности руководителя Олимпийского комитета Ирака, Иракского союза журналистов и Иракской футбольной ассоциации, генерального секретаря Союза студентов Ирака и Союза иракской молодёжи. Ему принадлежали газета «Бабиль» и радио «Голос Ирака». Главнокомандующий вооружённым формированием «Федаин Саддам» и член Армии освобождения Иерусалима. Депутат парламента и доктор политологии. Убит 22 июля 2003 года.

## Биография
Окончив инженерный колледж в 1984 году с высокими результатами, Удей стал ректором университета имени Саддама и председателем Иракского олимпийского комитета.
В 1995 году создал и стал главнокомандующим добровольческой милиции — «Федаин Саддам». В переводе с арабского «федаин» — «жертвующий собой». По разным оценкам, количество «федаинов» в Ираке достигало от 18 до 40 тысяч. Он платил им в месяц сумму, эквивалентную 100 долларам (госслужащие получали 3 доллара), обеспечил земельными участками, бесплатной медицинской помощью и дополнительными продовольственными пайками.
В 1991 году, когда двойник Удея Хусейна объезжал войска, на одном из блок-постов члены рабочей партии Курдистана, переодетые в военную форму иракской армии, обстреляли автомобиль с двойником из ручного пулемёта, а также бросили в него две гранаты. В результате двое охранников двойника Удея были убиты, водитель ранен в живот, а сам двойник получил сквозное ранение в руку и касательные ранения обеих ног осколками гранаты.
12 декабря 1996 года на Удея было совершено покушение. Во время прогулки по университетскому городку двое неизвестных обстреляли красный бронированный Porsche Удея из автомата Калашникова и пистолета Beretta. Ответным огнём охраны один из нападавших был убит, второму удалось скрыться. Также погиб один телохранитель Удея и случайный прохожий, попавший под огонь. 8 пуль попали в левую часть торса и в ногу. Одна из пуль касательно ранила Удея в пах, следствием чего стала временная потеря репродуктивной функции, позже её удалось восстановить лишь частично. Одно из ранений — в позвоночник — вызвало паралич нижних конечностей, и в результате он оказался парализован. Впоследствии, после нескольких операций, старший сын Саддама смог ходить только с тростью. Покушение и недуг окончательно перечеркнули шансы Удея на престолонаследие: после этого очевидным наследником Саддама стал младший сын — Кусей.
В марте 2000 года Удей был избран членом иракского парламента.
В феврале 2002 года Удей был удостоен звания профессора политологии в багдадском Университете Саддама за 300-страничную докторскую диссертацию, посвящённую проблемам международных отношений в XXI веке. В этой работе Удей предрекал неминуемый крах США.
8 марта 2003 года было совершено третье покушение. Вечером того дня группа вооружённых людей ворвалась в конный клуб в районе Аль-Джадирийя и открыла огонь по Удею. Завязалась ожесточённая перестрелка, в результате которой были убиты 3 охранника. Нападавшим удалось скрыться.

## Гибель
Перед началом войны, 18 марта 2003 года, Джордж Буш выдвинул Саддаму Хусейну ультиматум с требованием, чтобы он сложил с себя полномочия и покинул страну вместе со своими сыновьями. В ответ на это Удей в телеэфире заявил, что на самом деле предложение должно звучать абсолютно иначе: это президент Буш должен «сложить с себя полномочия». Сын президента Ирака назвал фигуру американского президента «нестабильной» и посоветовал ему покинуть Белый дом. В противном случае американским войскам в Ираке будет уготован «самый кровавый бой». Удей Хусейн предупредил Соединённые Штаты о том, что нападение на Ирак расширит границы войны, которую некоторые исламские страны ведут против США. По словам Удея, «жёны и матери тех, кто нападёт на нас, будут рыдать, и слезам их не будет конца… У них пропадёт вера в то, что для них есть хоть одно безопасное место — как в Ираке, так и во всём остальном мире».
На следующий день арабские СМИ сообщили, что Саддам Хусейн арестовал своего старшего сына и отправил под охраной в президентский комплекс Тартар. Причиной ареста послужила тайная попытка Удея Хусейна договориться с иорданцами о бегстве в Амман. 31 марта, впервые после начала войны, мир увидел совещание военного командования, на котором председательствовал Саддам Хусейн — в нём приняли участие Удей и его младший брат Кусей. Через неделю, 6 апреля, иракское телевидение в последний раз продемонстрировало видеозапись с живым Удеем. После свержения саддамовского режима Удей с отцом, братом и рядом других политических деятелей Ирака исчезли. За ним, как и за многими скрывавшимися, началась охота.
22 июля 2003 года один из укрывавших сыновей Саддама людей сообщил об их местонахождении в особняке шейха Наввафа Зейдана в Мосуле. Выдавший их местоположение информатор получил от правительства США 30 млн долларов. По тревоге была поднята и переброшена в город оперативно-тактическая группа 20 (Task Force 20) — секретное военное подразделение, в которое входят: сотрудники ЦРУ, бойцы Сил специального назначения — подразделение «Дельта» и ВМС. В спецоперации также участвовали десантники из 101-й воздушно-десантной дивизии США.
Скрывавшиеся на вилле забаррикадировались внутри и оказали ожесточённое сопротивление. Судя по кадрам, которые удалось снять телеканалу «Аль-Арабия», скрывавшиеся на вилле совсем не готовились к обороне: на столе были рассыпаны шоколадные конфеты, оборонявшиеся были в тапочках.
Операция продолжалась шесть часов. Сам штурм начался с предложения сдаться, но ответа получено не было. Когда спецназ подошёл к дому, то попал под обстрел: по ним стреляли люди, которые забаррикадировались в комнате на верхнем этаже особняка. Четыре солдата были ранены — трое на лестнице и один перед домом. Американские солдаты открыли ответный огонь. Через некоторое время они попытались снова проникнуть в здание, но снова попали под огонь и отошли. После этого американские солдаты развернули «Хаммеры» с противотанковыми ракетами и выпустили по дому 10 ракет. В результате этого обстрела Удей, его брат Кусей, 14-летний сын Кусея Мустафа и их охранник погибли. Американцы погрузили тела Удея и Кусея на вертолёт и доставили из Мосула в аэропорт Багдада, куда на опознание привели арестованных ранее соратников Саддама Хусейна. Удея, в частности, узнали по шраму на ноге, оставшемуся от покушения.
Опасаясь, что место захоронения сыновей Саддама может стать центром паломничества и символом сопротивления, американские власти долго не выдавали родственникам тела погибших. Только спустя две недели, вопреки всем традициям, останки были захоронены. Утром 2 августа на кладбище в деревне Авджа (недалеко от города Тикрит, родина Саддама Хусейна) состоялись похороны Удея и Кусея. Все могилы были покрыты иракским национальным флагом. Накануне похорон власти отдали приказ, чтобы число участников похорон не превышало 150 человек.
Реакция на гибель
Ирак
Вскоре после поступления информации о гибели сыновей Саддама Хусейна в разных районах иракской столицы началась беспорядочная стрельба с использованием автоматов и пулемётов. С противоположной стороны катарский телеканал «Аль-Джазира» продемонстрировал видеоплёнку, где неизвестные боевики в масках заявили, что будут мстить не только американским солдатам в Ираке, но и странам, поддерживающим США, таким как Великобритания и Израиль. «Если новости о смерти Удея и Кусея подтвердятся, мы устроим для американцев настоящий ад», — заявил один из боевиков. — «Даже ещё не рождённые дети, находящиеся в чреве своих матерей, будут расплачиваться за Удея и Кусея… США, Великобритания и Израиль никогда не будут чувствовать себя в безопасности, так как мы будем проводить наши операции внутри этих стран и также в Ираке». По их словам, «все иракцы готовы оказать сопротивление оккупации и мстить за убийство сыновей Саддама Хусейна, заставив тем самым американцев сожалеть о содеянном».
Никто не знает реакцию самого Саддама Хусейна на смерть своих сыновей, поскольку он больше о них не говорил. Существует лишь аудиозапись обращения человека, чей голос напоминает Саддама: «Я оплакиваю вас, Удей и Кусей. Вы боролись до последнего. Вы — честь нации.», — говорилось в этой записи. Человек, говорящий на записи, заявил, что оба сына бывшего иракского президента умерли во имя джихада: «Они мученики, умершие во имя священной войны. Каждый истинный мусульманин желал бы только такой смерти». Завершилась запись лозунгом: «Америка будет побеждена». Спустя два года после ареста Саддама Хусейна его бывшие надзиратели дали интервью американскому журналу «Джи-кью» о пребывании бывшего лидера в тюрьме. Бывший президент рассказал им историю, как он нанимал проституток для своего старшего сына Удея во время его свадьбы. Они, в частности, также рассказали, что Хусейн никогда не упоминал своих погибших сыновей. Он лишь один раз сказал, что ему их очень сильно не хватает.
США
Белый дом приветствовал операцию американских вооружённых сил по уничтожению в Ираке сыновей Саддама Хусейна — Удея и Кусея: «В течение долгих лет эти люди совершали бесчисленные жестокости против иракского народа и больше не смогут держать страну в страхе», — говорится в заявлении, распространённом от имени пресс-секретаря президента Скотта Макклеллана.
Великобритания
Премьер-министр Великобритании Тони Блэр, находясь с визитом в Сянгане (Гонконг), выразил удовлетворение в связи с ликвидацией американскими войсками сыновей Саддама Хусейна Удея и Кусея: «Это большой день для нового Ирака. Эти два человека стояли во главе режима, который не только представлял угрозу безопасности из-за своих вооружений, но также несёт ответственность за пытки и убийства тысяч и тысяч иракцев, как подтвердили найденные массовые захоронения». «Празднование этого события в Ираке свидетельствует, какое зло воплощали эти люди», — добавил он.
Россия
Заместитель председателя Государственной думы, лидер ЛДПР Владимир Жириновский выразил в своём письме свергнутому иракскому президенту Саддаму Хусейну соболезнования по поводу гибели его сыновей. В частности, в письме говорится: «Дорогой друг! Мне было больно узнать, что ваши сыновья погибли. Они погибли, как настоящие воины, в бою, с оружием в руках, сопротивляясь в окружении, не имея ни малейших шансов спастись. Своей героической смертью они доказали величие духа иракского народа». В письме также сообщается о решении Жириновского направить в посольство арабских стран в Москве письма с призывом «объединиться вокруг многострадального Ирака, сплотить свои ряды и твёрдо добиваться освобождения Ирака от оккупантов».
Арабский мир
Официальная реакция арабских стран на гибель сыновей Хусейна была весьма сдержанна. Ливийский лидер Муаммар Каддафи так прокомментировал эту новость: «достаточно было бы просто окружить Удея и Кусея, захватить их в плен и предоставить дело на рассмотрение суда», поскольку подобное жестокое их уничтожение «просто неприемлемо в современном цивилизованном обществе».
По всему Ближнему Востоку прокатилась волна негодования, когда были обнародованы фотографии убитых Удея и Кусея. К тому же их лица и тела выставили для всеобщего обозрения. Это в корне противоречит мусульманским традициям.
Египетские СМИ заявили, что «… правда в том, что Саддам Хусейн, его сыновья и окружение, и, наконец, сам его режим были глубоко чужды иракскому народу… Именно поэтому гораздо более важно сейчас заняться восстановлением мира и безопасности в самом Ираке…». «Если сыновья Саддама действительно мертвы, то амбициозные планы бывшего иракского лидера относительно триумфального возвращения в страну и дальнейшего управления ею, скорее всего, исчезнут, или же, по крайней мере, уменьшатся… Никто из иракцев не хочет снова жить под режимом жёсткой диктатуры партии „Баас“… Диктатуру не приветствуют и не поддерживают ни в одной цивилизованной стране мира», — прокомментировало представительство другого египетского информационного агентства «Аль-Ахраб».

## Кинематограф
В январе 2011 года на экраны вышел драматический фильм «Двойник дьявола» режиссёра Ли Тамахори. Бюджет фильма составил чуть более 19 миллионов долларов. Фильм снят по книге Латифа Яхьи, который утверждает, что был двойником Удея Хуссейна.